# Expo 2010
Expo 2010 (oficiálně Expo 2010 Shanghai China, čínsky 中国2010年上海世界博览会|t=中國2010年上海世界博覽會, v přepise Zhōngguó Èrlíngyīlíng Nián Shànghǎi Shìjìe Bólǎnhuì) byla světová výstava, která se konala v čínské Šanghaji od 1. května do 31. října 2010. Heslo této výstavy bylo Lepší město, lepší život. Jednalo se o oficiálně uznanou Světovou výstavu Mezinárodním úřadem pro výstavnictví (BIE). 
Expo v Šanghaji dosáhlo hned několika rekordů ve 160leté historii této akce, k účasti se přihlásilo 246 zemí a mezinárodních organizací, což je největší počet, jaký kdy akce zaznamenala. Šanghaj se pyšnila největším výstavním areálem o rozloze 5,28 km2 a branami Expa prošlo více než 73 milionů návštěvníků, čímž byl překonán dosavadní rekord, který drželo Expo 1970 v Ósace s 64 miliony návštěvníků. Expo se také stalo nejdražší světovou výstavu v historii, ale díky rekordní návštěvnosti dosáhli organizátoři provozního zisku více než 1 miliardy jüanů (157 milionů USD). Čínský pavilon, největší na výstavě, dnes slouží jako Čínské muzeum umění.

## Areál výstaviště
Čínské úřady se pustily do rozsáhlé akce, jejímž cílem byla přestavba území mezi mosty Nanpu a Lupu v centru Šanghaje, po obou stranách řeky Huangpu. Areál výstaviště se rozkládal na 523 hektarech, dosud největší ploše v historii světových výstav. Velkou část této lokality dříve zabíraly loděnice a stárnoucí továrny a Expo mělo vytvořit novou čtvrť, která by byla plně integrována do městského života. Některé stávající budovy našly v rámci udržitelného rozvoje města nové  využiti, bývalá ocelárna se například stala uměleckou zahradou a elektrárna Nanshi byla přestavěna na tematický pavilon a stala se prvním veřejným muzeem současného umění v Číně, „Elektrárnou umění“.

Na Expu bylo pět hlavních tematických pavilonů, které se věnovaly různým aspektům rozvoje měst. Jmenovaly se Urban Footprints (Městské stopy), Urban Planet (Planeta měst), Urbanian, City Being (Město Peking) a Urban Future (Budoucnost měst).

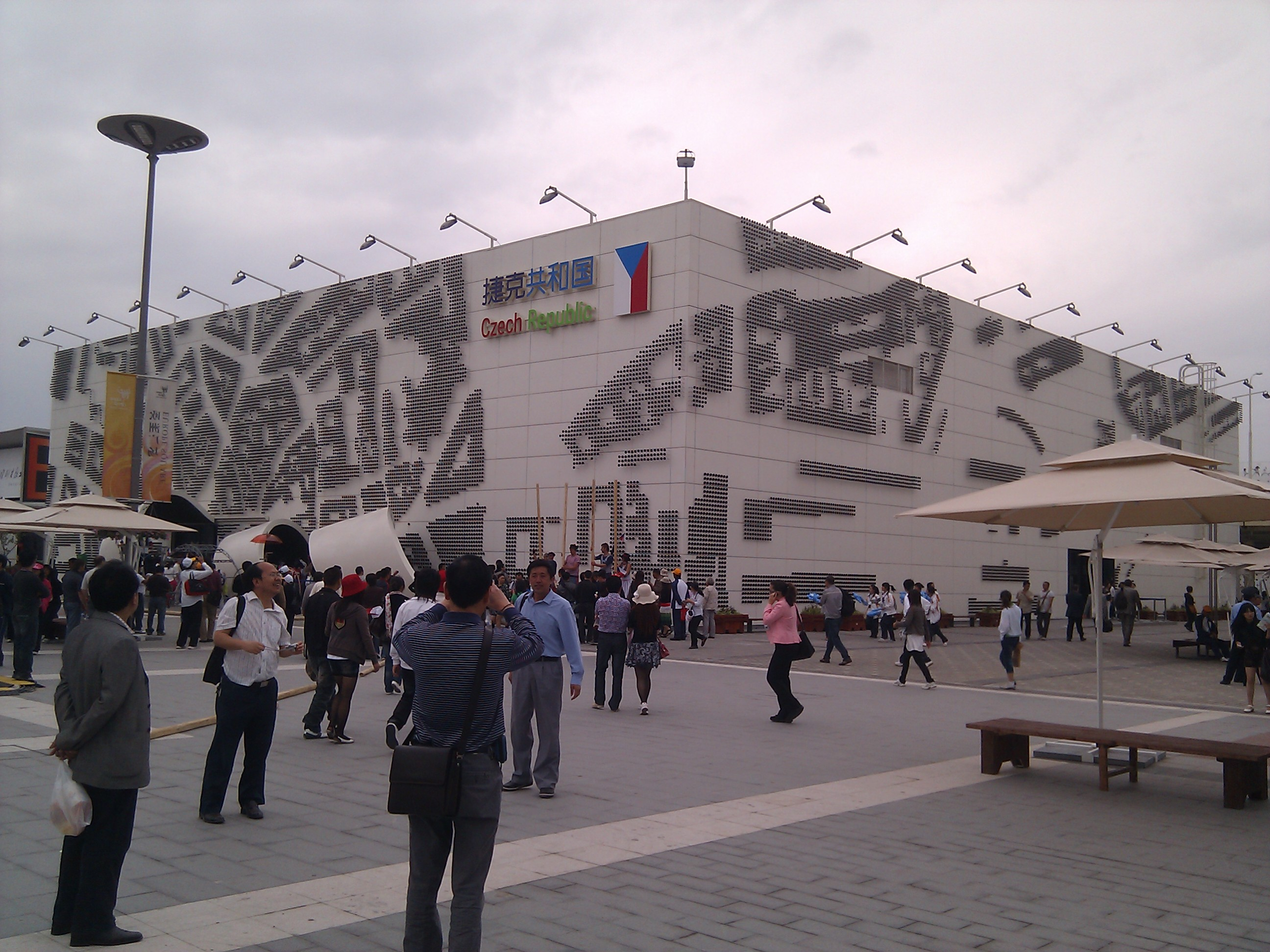
Český pavilon

### Český pavilon
Na české expozici s názvem Perla civilizace se podíleli Jiří Černý, Miroslav Švarc, Federico Diaz, Jakub Nepraš, Barbora Šlapetová a Lukáš Rittstein. Dále například Maxim Velčovský a Jakub Berdych ze studia Qubus. Pavilon České republiky navštívilo hned první den cca 35 tisíc návštěvníků. Dne 30. října 2010 česká expozice získala stříbrnou medaili za kreativitu, celkem získala 7 ocenění. Český pavilon navštívilo 8,7 mil. návštěvníků a patřil mezi TOP 5 z 246 vystavovatelů s průměrnou denní návštěvností téměř 50 tis.lidí. Generálním komisařem a spolutvůrcem byl Pavel Antonín Stehlík, na pavilonu se podílelo studio SIAL, expozici realizoval Film Dekor. 

## Intelektuální dědictví
Na Expu bylo prezentováno mnoho osvědčených postupů a konceptů městské výstavby z celého světa a prosazovala se myšlenka, aby se budoucí rozvoj zaměřil na ekologickou udržitelnost, efektivitu a rozmanitost. Inovace a úspěchy výstavy shrnula Šanghajská deklarace, kterou vydali společně všichni účastníci 31. října, v den závěrečného ceremoniálu. Deklarace stanovila plán udržitelného rozvoje měst a navrhla vytvoření Světového dne měst, který by se slavil každoročně 31. října. Členské státy BIE schválily Šanghajskou deklaraci v roce 2012 a o rok později Valné shromáždění OSN vyhlásilo Světový den měst, který se slaví každoročně od roku 2014.

## Areál po skončení výstavy
Ústřední myšlenkou projektu byla změna využití areálu výstaviště po skončení výstavy, která městu Šanghaj poskytla jedinečnou příležitost k úplné přestavbě rozsáhlé části centra města a nábřeží. Kromě Čínského muzea umění se v bývalém areálu nyní nachází nově vybudované Světové muzeum Expo, mezinárodní muzeum věnované historii Expa, které se veřejnosti otevřelo v květnu 2017. Kulturní centrum Expa se proměnilo v Mercedes-Benz Arénu, která Šanghaji poskytla prvotřídní kulturní zařízení s kapacitou 18 000 diváků. Kromě toho se plocha o rozloze 2 km2 přeměnila na „kulturní park Expo“, kde se nachází budova opery a pavilony postavené Francií, Ruskem, Lucemburskem a Itálií.

## Přínos výstavy pro město
Expo 2010 bylo obrovskou příležitostí pro rozvoj a regeneraci města, což vedlo k rozsáhlým investicím do infrastruktury Šanghaje v období příprav výstavy. Na letišti Hongqiao vznikla nová vzletová a přistávací dráha a nový terminál, bylo postaveno vysokorychlostní železniční spojení s Hangzhou a vznikl nejdelší systém metra na světě.

## Galerie

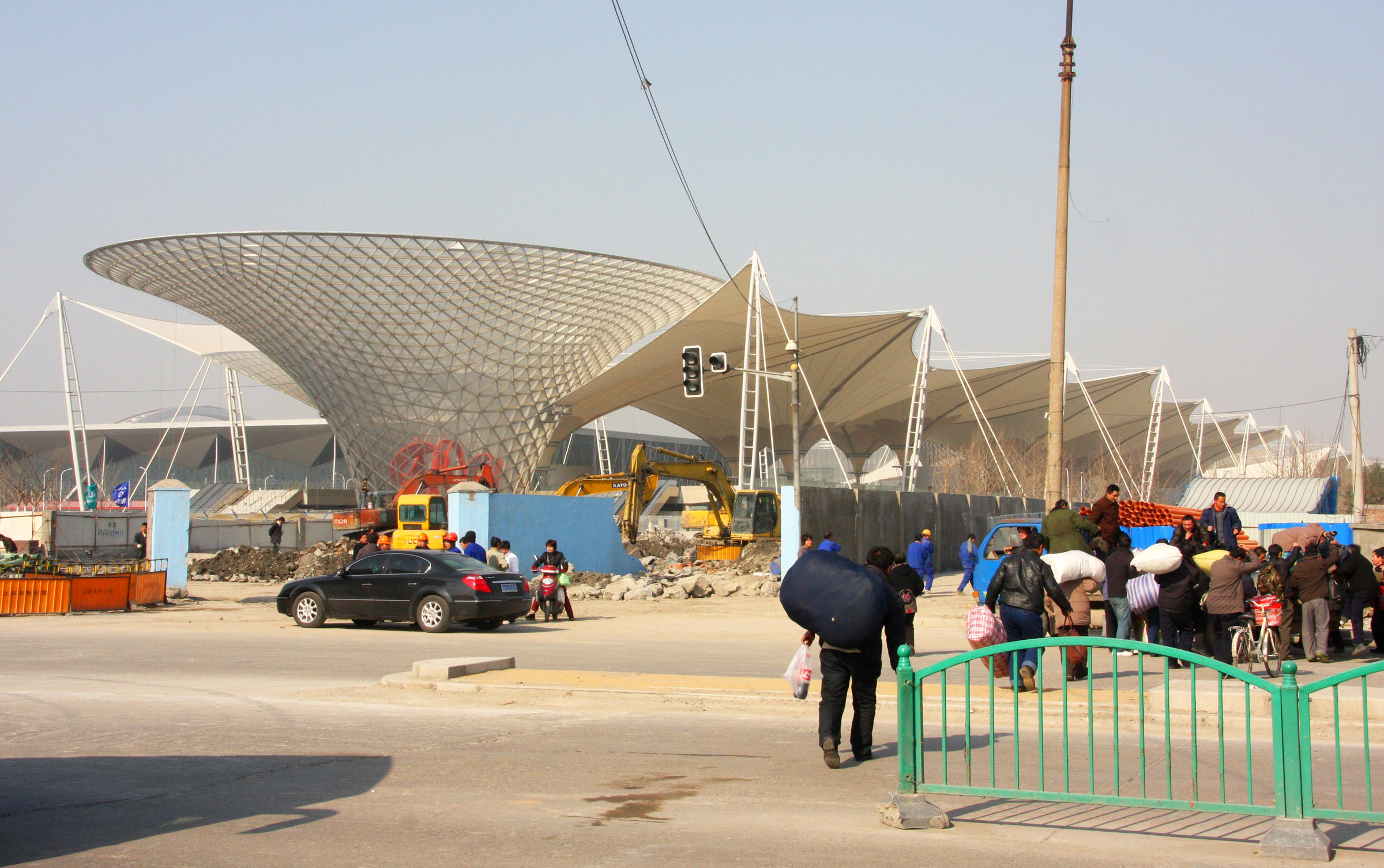
Expo Axis 2009
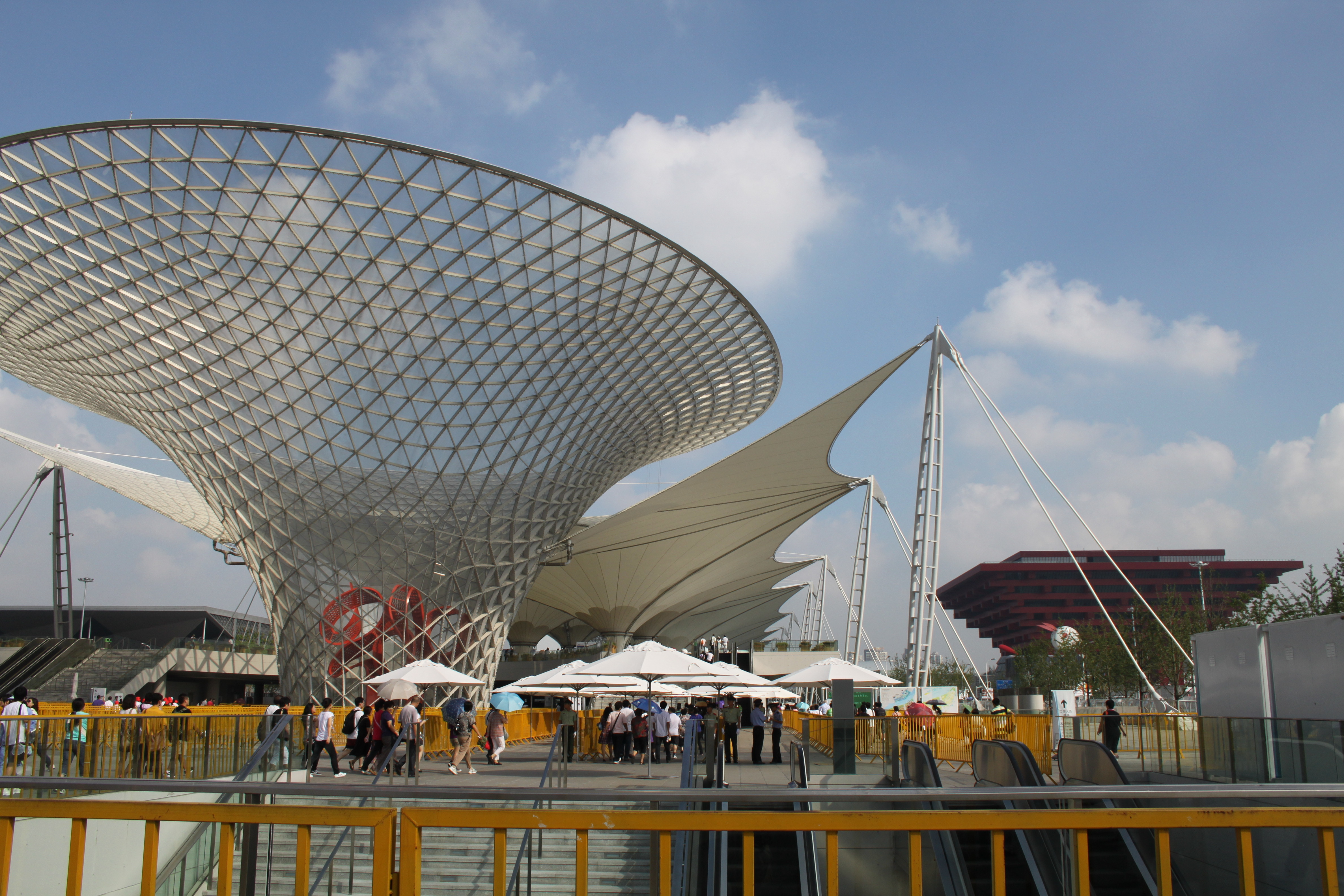
Čínský pavilon
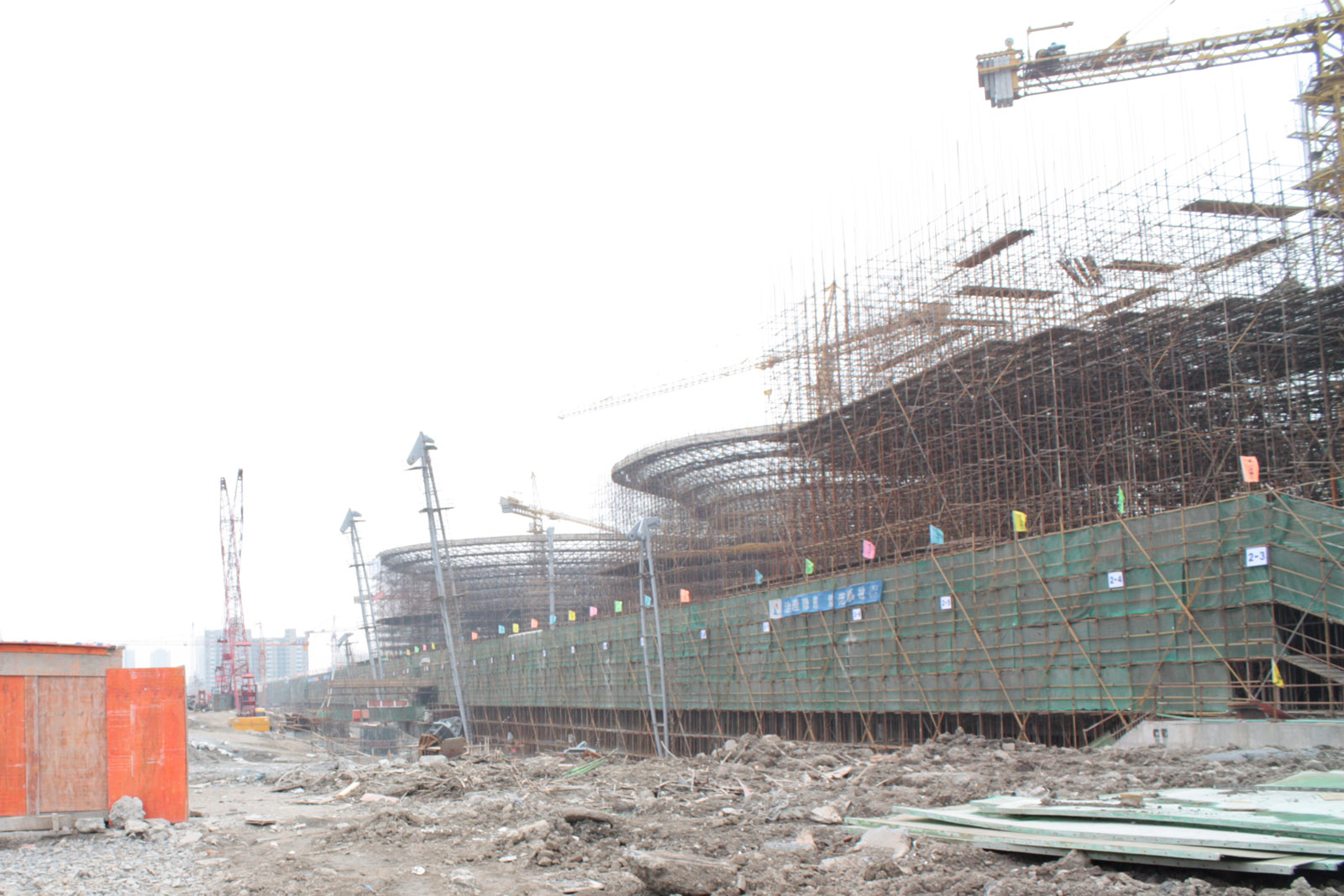
Staveniště Expo Axis Shanghai
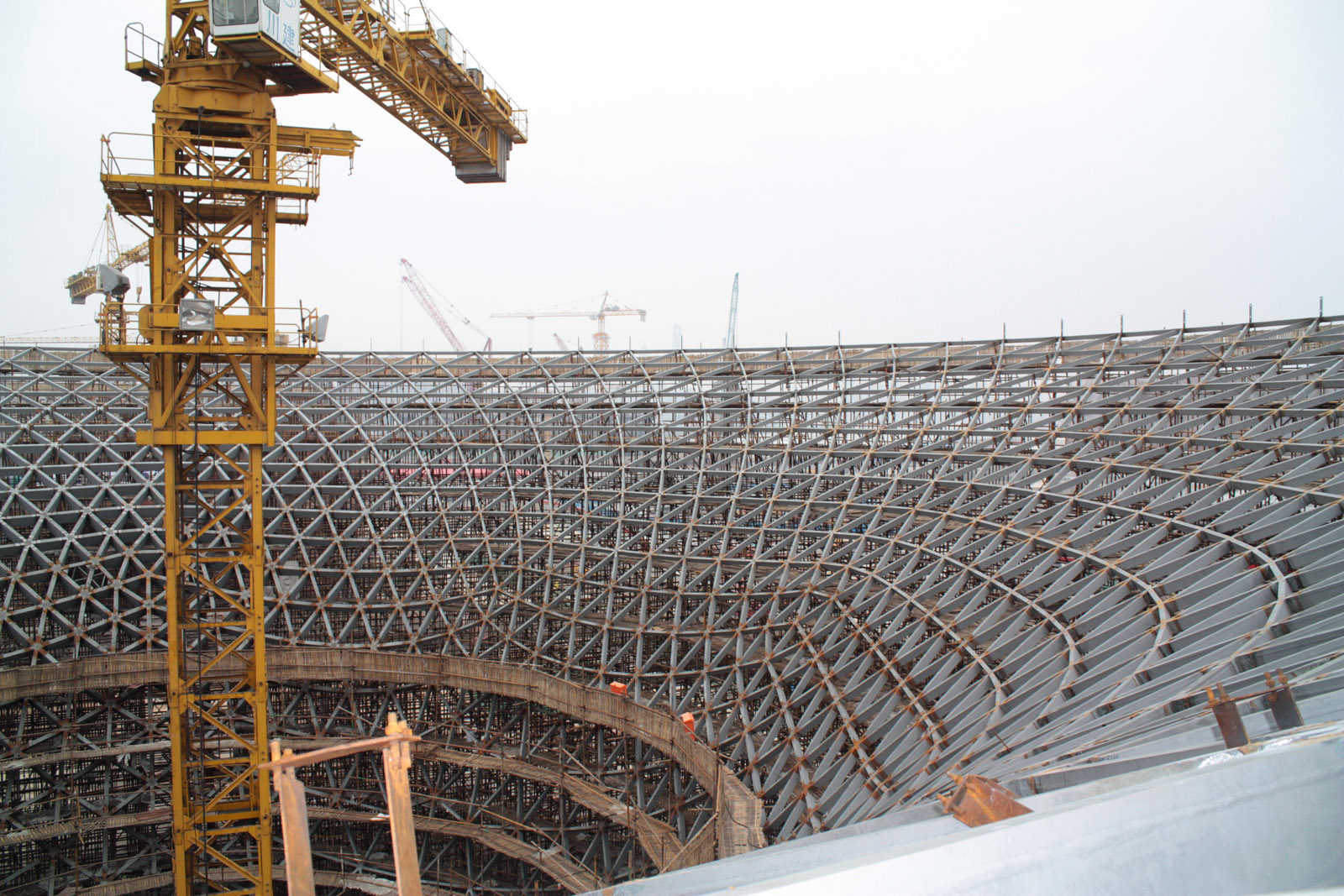
Staveniště Expo Axis Shanghai
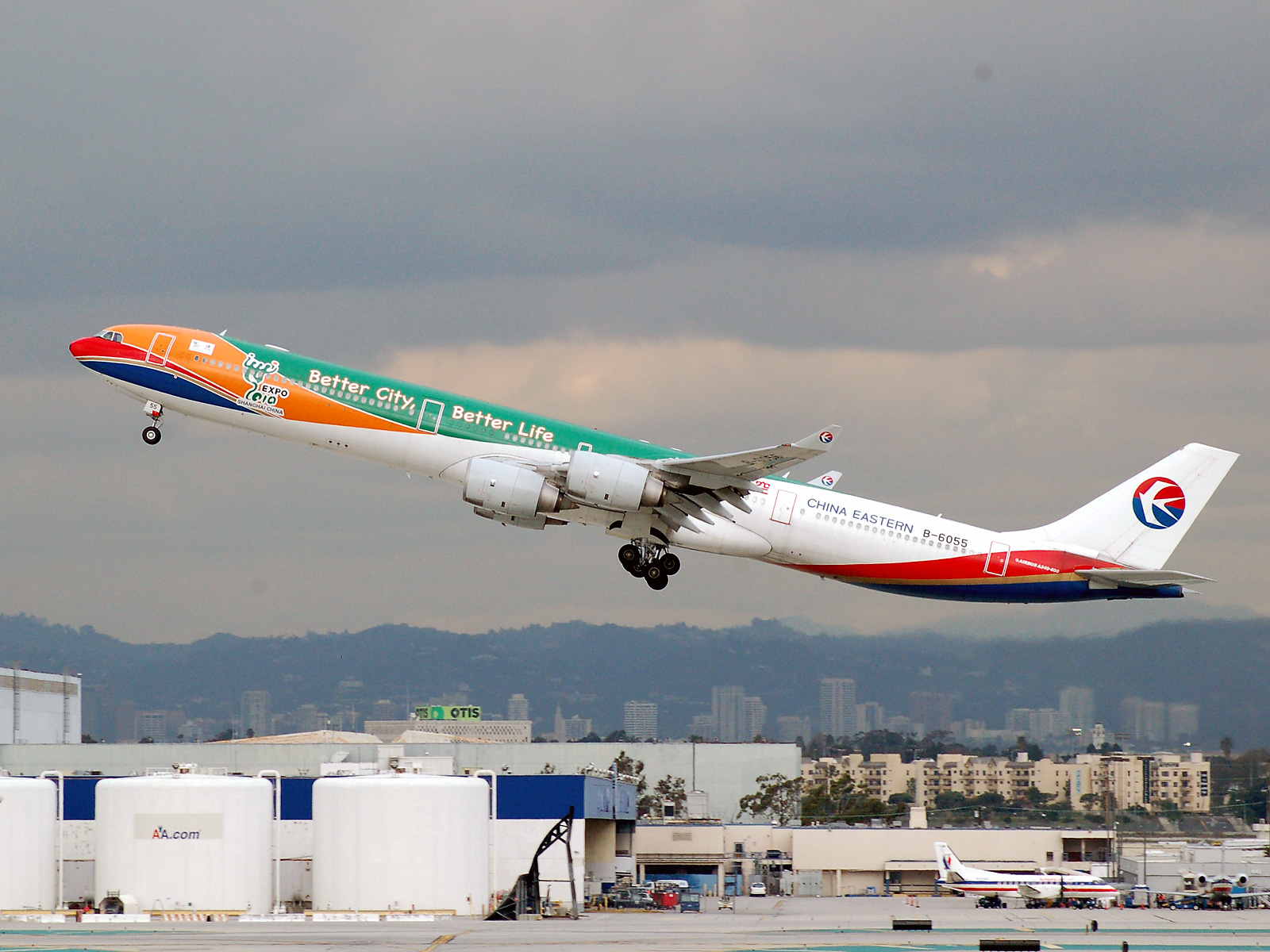
Airbus A340 China Eastern Airlines ve speciálnm zbarvení Expo 2010